# Личаковско гробље
Личаковско гробље (укр. Личаківський цвинтар, пољ. Cmentarz Łyczakowski we Lwowie) се налази у граду Лавов, Лавовска област, Украјина. Гробље је основано 1787. где је на 86 парцела, на 40 хектара сахрањено око 300.000 људи. Гробље је данас историјски и културни споменик. Због дивних некропола упоређује се са париским Пер Лашез гробљем. Гробље је једно од старијих и добро очуваних у Украјини. Гробље је било намењено племству, интелегенцији, средњој и вишој класи. Касније су додана још војна гробља.

## Историја
Прво гробље на том месту било је основано у 16. веку, иоако су већ у 13. веку ту биле сахрањене жртве епидемије куге. 1783-1784. декретом аустријскога цара Јозефа II Хабзбуршког да се помере гробља изван града настала су четири изванградскиа гробља. Од њих очувало се само Личаковско гробље. Пројект гробља је био пољак Карол Бауер, директор ботаничле баште у лавовском универзитету. Око 1850-их гробље је додатно разширено, када је креирано у стању какво је данас. Најстарија некропола датира у 1675. годину. Гробље има више од 3000 некропола, међу њима и од познатих вајара (архитекта) Хартман Витвер, Авељ Пере, Јулиана Марковског. Због богате историје Лавова, који је био део разних имеприја (Руска Империја, Аустро-угарска, Пољска) у њему су некрополе многих народности и религија.

### Војна гробља
Гробље украјинске народне армије (УНА - Украјинска Народна Армија) (парцела № 8) где си сахрањени војници, већином лавовске области и запада Украјине, који су у Другом светском рату били са нацистима у дивизији СС Галиција. Већина тих припадника је грко-унијата. За есеесовска гробља брине скаутска организација Украјине (ПЛАСТ) са ветераном те дивизије (Јуриј Ференцевич).
Марсова пољана (парцела № 1) је војно гробље из 1974. где је сахрањено 3800 совјетских војника, умрлих за време Другог светског рата и од стране украјинске народне армије (западноукрајинска УНА је била активна све до 1950-их).
Гробље бранитеља Лавова (пољ. Cmentarz Orląt Lwowskich) је гробље Пољака и њихових савезника, који су бранили Лавов у пољско-украјинском рату (1918-1919) и пољско-совјетском рату (1919-1921). Ту се налази око 3000 гробља; део гробља се назива по младој милицији (Лавовски орлови), која је позната некропола за време Друге пољске републике (1919-1939). 1925. пепео од непознатих бранитеља Лавова је пренесен у гробницу непознатог јунака у Пољски маузолеј, Варшава. Гробница у Варшави је срушена за време Другог светског рата.
Због лоших пољско-украјинских односа је пољска некропола у Лавову била негирана од стране Украјине, који је 1920. нису хтели обновити. Тек 1980. су Пољаци су могли да врше обнове на пољским некрополама, упркос томе да је званично то било нелегално. Украјинци су неколико пута блокирали Пољаке, упркос томе Пољаци су успели са одржавањем. Распадом Совјетског Савеза одржавање пољске Владе је и званично. Пољска некропола је отворена 24. јуна 2005. И данас Пољаци раде обнове некропола Пољака.
Поред гробља бранитеља Пољске налази се некропола украјинских Сичевских стрелаца.
Гробље јануарских устаника из 1863. (парцела № 6) налази се у задњем делу. Индицирано је са железнним крстевима. То су покопани Пољаци из противруског јануарског устанка 1863. године (зоолог Бенедикт Дибовски, члан пољског народног комитеја Бронислав Шварц).
Поред тих гробља налазе се још гробља ветерана из 19-20. века где су сахрањени војници и ветерани из :
- противруски Новембарски устанак (1830-1831)
- Први светски рат
- Инвазија на Пољску (1939)
- жртве совјетске тајне службе НКВД
- Други светски рат

## Гробље Херојаза време независне Украјине
За време самосталне Украјине, 2006. године, лавовска администрација је хтела пребацити гробља украјинских националиста, који су покопани у иностранству. Вечина од њих је судјеловала са Нацистима (Степан Бандера, Јевгениј Коновалец, Андреј Мељник и осталих особа Организације украјинских националиста). Место где би били сахрањени назвали су Хероји украјинског народног покрета. Пројекат (још) није реализован.

## Познате личности
Пољаци
- Роман Абрахам, генерал
- Стефан Банач, математичар
- Владислав Белза, писац
- Бенедикт Дубовски, војник, етнолог, ботаник
- Мишлав Гарштка, авијатичар
- Мишлав Габарович, историчар
- Фратишек Ксавери Годебски, историчар
- Жигмунд Горголевски, архитект (Опера Лавов)
- Северин Гошчински, песник
- Артур Гротер, уметник
- Јан Непомук Камински, оснивач првог театра у Лавову
- Војчех Кетрзински, историчар (по њему именован град Кетрзин)
- Марија Конопицка, писац
- Јулиусз Константи Ордон, официр
- Лудвик Ридигјер, хирург
- Франтишек Штефчик, активист
- Карол Сзајноцха, историчар
- Габријела Заполска, писац

Украјинци
- Александар Барвински, академик, политичар
- Василиј Барвински, композитор
- Роман Безпалкив, уметник
- Иван Франко, песник, реформатор украјинског језика
- Жак Хнишдовски, уметник, скулптор
- Володимир Ивасјук, композиор
- Михајло Кобрин, теолог
- Соломија Крушелнитска, примабалерина
- Станислав Људкевич, композитор
- Александар Охоновски, одвјетник, активиста
- Антон Петрушевич, историчар, филолог
- Маркијан Шашкевич, песник
- Александар Тисовски, први украјински скаут
- Анатолиј Вахнијанин, композитор, културна фигура
- Ирина Вилд Полотнијук, писац
- Борис Григоровић, херој Украјине, академик, директор Народне галерије у Лавову

Американац
- Едмунд Пајк Грејвз, пилот, добровољац пољске ескадриље Тадеуш Кошћушко (умро 1919)